# Willard Gibbs-priset
Willard Gibbs-priset (engelska: Willard Gibbs Award) är ett kemipris som instiftades 1910 av William A. Converse, tidigare ordförande för Chicagoavdelningen av American Chemical Society. Det är uppkallat efter Josiah Willard Gibbs, en av termodynamikens och den fysikaliska kemins pionjärer. Det utdelas av en jury sammansatt av kemister inom olika discipliner från hela USA "för att ge ett offentligt erkännande av eminenta kemister som, genom år av tillämpning och hängivenhet, har skapat en utveckling som bidrar till ett komfortabelt liv för alla och att förstå världen bättre".
Priset har delats ut i över 100 år och ett flertal av vinnarna har senare mottagit Nobelpriset. Priset består av en medalj i 18 karats guld där ena sidan pryds av bysten av J. Willard Gibbs, som medaljen är uppkallad efter, och den andra sidan pryds av en lagerkrans och en inskription som innehåller mottagarens namn.

## Pristagare
- 1911: Svante Arrhenius
- 1912: Theodore William Richards
- 1913: Leo Baekeland
- 1914: Ira Remsen
- 1915: Arthur Amos Noyes
- 1916: Willis R. Whitney
- 1917: Edward Morley
- 1918: William M. Burton
- 1919: William A. Noyes
- 1920: Frederick Gardner Cottrell
- 1921: Marie Curie
- 1922: ej utdelat
- 1923: Julius Stieglitz
- 1924: Gilbert Newton Lewis
- 1925: Moses Gomberg
- 1926: James Colquhoun Irvine
- 1927: John Jacob Abel
- 1928: William Draper Harkins
- 1929: Claude Silbert Hudson
- 1930: Irving Langmuir
- 1931: Phoebus Levene
- 1932: Edward Curtis Franklin
- 1933: Richard Willstätter
- 1934: Harold Urey
- 1935: Charles August Kraus
- 1936: Roger Adams
- 1937: Herbert Newby McCoy
- 1938: Robert R. Williams
- 1939: Donald Dexter Van Slyke
- 1940: Vladimir Ipatieff
- 1941: Edward A. Doisy
- 1942: Thomas Midgley
- 1943: Conrad A. Elvehjem
- 1944: George O. Curme
- 1945: Frank C. Whitmore
- 1946: Linus Carl Pauling
- 1947: Wendell Stanley
- 1948: Carl Ferdinand Cori
- 1949: Peter Debye
- 1950: Carl S. Marvel
- 1951: William Francis Giauque
- 1952: William C. Rose
- 1953: Joel H. Hildebrand
- 1954: Elmer K. Bolton
- 1955: Farrington Daniels
- 1956: Vincent du Vigneaud
- 1957: William Albert Noyes Jr.
- 1958: Willard Frank Libby
- 1959: Hermann Irving Schlesinger
- 1960: George Bogdan Kistiakowsky
- 1961: Louis Plack Hammett
- 1962: Lars Onsager
- 1963: Paul Doughty Bartlett
- 1964: Izaak M. Kolthoff
- 1965: Robert Mulliken
- 1966: Glenn Theodore Seaborg
- 1967: Robert B. Woodward
- 1968: Henry Eyring
- 1969: Gerhard Herzberg
- 1970: Frank Westheimer
- 1971: Henry Taube
- 1972: John T. Edsall
- 1973: Paul Flory
- 1974: Har Gobind Khorana
- 1975: Hermann F. Mark
- 1976: Kenneth Sanborn Pitzer
- 1977: Melvin Calvin
- 1978: William O. Baker
- 1979: Edgar Bright Wilson
- 1980: Frank Albert Cotton
- 1981: Bert Lester Vallee
- 1982: Gilbert Stork
- 1983: John D. Roberts
- 1984: Elias James Corey Jr.
- 1985: Donald J. Cram
- 1986: Jack Halpern
- 1987: Allen J. Bard
- 1988: Rudolph Arthur Marcus
- 1989: Richard Barry Bernstein
- 1990: Richard N. Zare
- 1991: Günther Wilke
- 1992: Harry B. Gray
- 1993: Peter Dervan
- 1994: Frederick Hawthorne
- 1995: John Meurig Thomas
- 1996: Fred Basolo
- 1997: Carl Djerassi
- 1998: Mario J. Molina
- 1999: Lawrence F. Dahl
- 2000: Nicholas Turro
- 2001: Tobin Marks
- 2002: Ralph Hirschmann
- 2003: John I. Brauman
- 2004: Ronald Breslow
- 2005: David Evans
- 2006: Jacqueline K. Barton
- 2007: Sylvia T. Ceyer
- 2008: Carolyn Bertozzi
- 2009: Louis Brus
- 2010: Maurice Brookhart
- 2011: Robert Bergman
- 2012: Mark Ratner
- 2013: Charles Lieber
- 2014: John E. Bercaw
- 2015: John F. Hartwig
- 2016: Laura Kiessling
- 2017: Judith Klinman
- 2018: Cynthia J. Burrows
- 2019: Marcetta Y. Darensbourg
- 2020: Zhenan Bao
- 2021: Sharon Hammes-Schiffer
- 2022: Joseph Francisco
- 2023: Jennifer Doudna
- 2024: Eric Jacobsen
- 2025: Chad Mirkin[2]